# ヘロニモ・デ・アヤンツ
ヘロニモ・デ・アヤンツ・ベアウモント（スペイン語: Jerónimo de Ayanz y Beaumont 1553年 - 1613年3月23日）は スペイン人の軍人、画家、音楽家、発明家。ナバラのゲンドゥライン（Guendulain、現在のパンプローナ北部のオディエタにある村）に生まれる。蒸気を動力とした鉱山での排水ポンプを発明しスペイン帝国での特許を1606年に取得したことで知られる。1613年にマドリードで重病のため没した。